# Giorgio A. Tsoukalos
Giorgio A. Tsoukalos (gr. Γεώργιος Α. Τσούκαλος, ur. 14 marca 1978 w Lucernie) – szwajcarski pisarz, prezenter telewizyjny, zwolennik hipotezy, że w starożytności doszło do kontaktu między ludźmi a należącymi do pozaziemskich ras astronautami. Wydawca „Legendary Times Magazine”, w którym publikują inni podzielający ten pogląd autorzy (np. Erich von Däniken, David Hatcher Childress, Peter Fiebag, Robert Bauval i Luc Bürgin).
Urodził się w Lucernie, jego ojciec był pochodzenia grecko-amerykańskiego, a matka szwajcarskiego. Dorastał w Laufenburgu pod Bazyleą. Ukończył Ithaca College w Ithace z tytułem B.A. w dziedzinie komunikacji. Kierował Centrum Badań nad Starożytnymi Astronautami (Center for Ancient Astronaut Research) przez ponad 12 lat. Pojawił się w programach emitowanych w telewizjach Travel Channel, History Channel, Sci-Fi Channel, National Geographic Channel, był producentem-konsultantem telewizyjnego serialu Ancient Aliens.